# Сидни, Роберт, 1-й граф Лестер
Роберт Сидни, 1-й граф Лестер (англ. Robert Sidney, 1st Earl of Leicester; 19 ноября 1563, Пенхёрст, Кент — 13 июля 1626, там же) — второй сын сэра Генри Сидни, государственный деятель Елизаветинской эпохи и времени Якова I Английского. Он был также покровителем искусств и выдающимся поэтом. Его мать, Мэри Сидни, урождённая Дадли, была фрейлиной королевы Елизаветы I и сестрой Роберта Дадли, 1-го графа Лестера, советника и фаворита королевы.

## Карьера
Сидни получил образование в Крайст-Черч, Оксфорд, после чего путешествовал по континенту в течение нескольких лет между 1578 и 1583 годами. В 1585 году он был избран членом парламента по Гламоргану; и в том же году он отправился со своим старшим братом сэром Филипом Сидни в Нидерланды, где участвовал в войне против Испании под командованием Роберта Дадли. Он принимал участие в битве при Зютфене, где сэр Филип Сидни был смертельно ранен, и остался со своим братом в Нидерландах.

Герб рода Сидни: Or, a pheon azure

После посещения Шотландии с дипломатической миссией в 1588 году и Франции по аналогичному поручению в 1593 году Сидни вернулся в Нидерланды в 1606 году, где участвовал в войне в течение следующих двух лет. В 1588 году он был назначен губернатором занятого англичанами портового города Флиссинген (англ. название Флашинг) и проводил там много времени. В 1595 году он отправил своего бизнес-менеджера Роуленда Уайта ко двору, чтобы лоббировать ресурсы для Флашинга и чтобы тот доставлял ему информацию о событиях при дворе, включая последние политические сплетни. Письма Уайта предоставляют основной источник для историков того периода. Сам Уайт регулярно жаловался на неразборчивый почерк ответов своего работодателя.
В 1603 году, после восшествия на престол Якова I, Сидни вернулся в Англию. Яков сразу же дал ему титул пэра, и Сидни стал бароном Сидни из Пенхёрста, камергером королевы-консорт Анны Датской. В 1605 году ему был присвоен титул барона Лайла. И, наконец, в 1618 году он получил титул графа Лестера.

## Семья

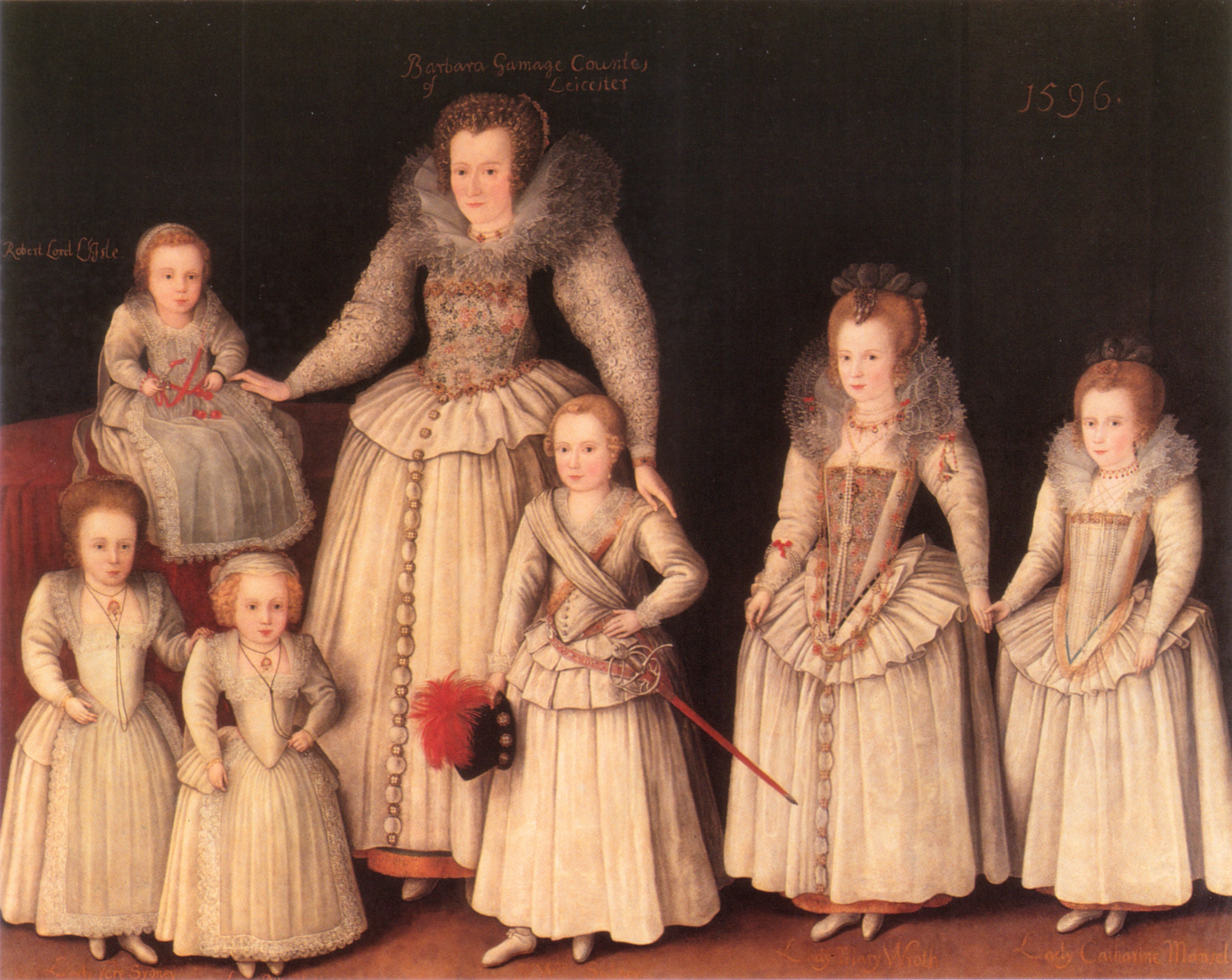
Барбара Сидни с шестью детьми. Картина работы Маркуса Гирертса-младшего, ок. 1596 года, коллекция барона де Лайла, Пенхёрст

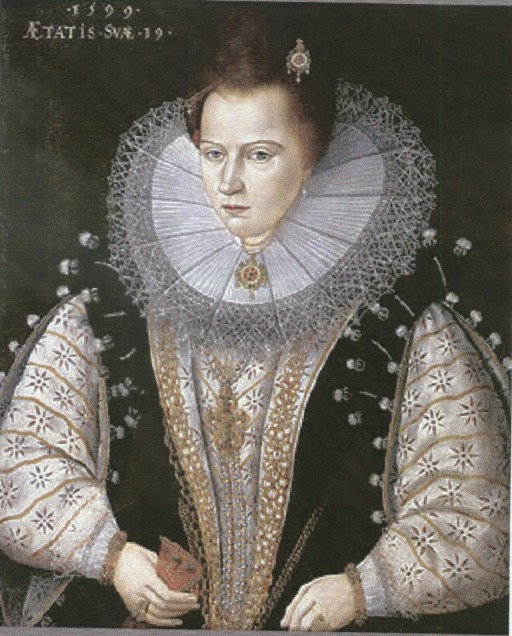
Вторая жена Сидни Сара Блаунт, подпись: 1599 Aetatis Suae 19 («В 1599 году, в возрасте 19 лет»)

Роберт Сидни женился дважды. 23 сентября 1584 года его супругой стала Барбара Гамадж, дочь Джона Гамаджа, владельца замка Coity, джентльмена из Гламоргана. От неё у Сидни было одиннадцать детей. Барбара умерла в мае 1621 года.
- - Сэр Уильям Сидни (умер в 1613), его старший сын, который скончался раньше своего отца неженатым и бездетным.
  - Роберт Сидни, 2-й граф Лестер, второй сын и наследник.
  - Генри Сидни
  - Филип Сидни
  - Мэри Сидни, (1587—1651/3), вышедшая замуж за сэра Роберта Рота, она походила на своего отца и была поэтом; Бен Джонсон посвятил ей пьесу Алхимик в 1612 году.
  - Кэтрин Сидни
  - Филиппа Сидни, вышла замуж за сэра Джона Хобарта, 2-го баронета, третьего сына сэра Генри Хобарта (1-й баронет, лорд-главный судья Общегражданских исков и предок графов Бакингемшира).
  - Барбара Сидни
  - Дороти Сидни
  - Элизабет Сидни
  - Бриджит Сидни

25 апреля 1625 года граф женился на Саре Блаунт (Sarah Blount), дочери Уильяма Блаунта и вдове сэра Томаса Смайта.

## Музыка и поэзия

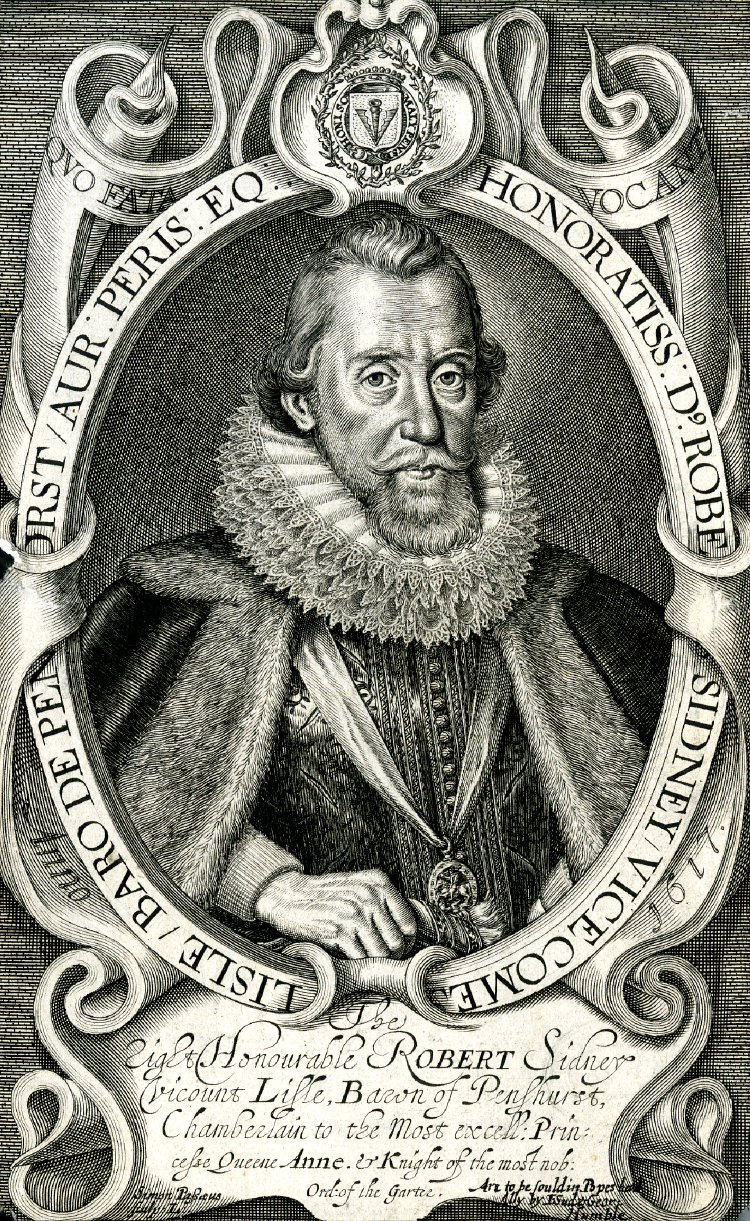
Гравированный портрет Роберта Сидни, выполненный Симоном де Пассе, 1617 год

Лестер был человеком со вкусом и покровителем литературы, чей деревенский образ жизни в его поместье Penshurst Place был описан в стихах Беном Джонсоном.
Роберт Сидни был покровителем музыкантов, что подтверждается тем, что ему были посвящены First Booke of Songes and Ayres (Первая книга песен и арий, 1600) Роберта Джонса и Musicall Banquet (Музыкальный пир, 1610), составленный Робертом Доулендом, сыном композитора Джона Доуленда. Сидни согласился стать крестным отцом сына Джона Доуленда, и «Музыкальный пир» открывается гальярдой Джона Доуленда под названием «Гальярда Сэра Роберта Сидни».
Хотя он был братом одного из самых известных английских поэтов, никто не подозревал, что Роберт Сидни сам был поэтом, пока в 1960-х годах не была обнаружена его тетрадь (в переплёте 19-го века) в результате разбора Библиотеки Уорикского замка. Последующее исследование показало, что она была приобретена в 1848 году. Тетрадь была продана снова на аукционе в Сотбис и приобретена Британской библиотекой в 1975 году; автограф, как указывал его первый редактор П.Дж. Крофт, «самый большой массив стихов елизаветинского периода, сохранившийся в рукописи, целиком и полностью написанный самим поэтом». Тетрадь датируется второй половиной 1590-х годов, когда Роберт Сидни был губернатором Флашинга. Коллекция включает 66 сонетов, песни, пасторали, элегии и отрывки, по-видимому, сочинённые как своего рода ответ на книгу «Астрофил и Стелла» Филиппа Сидни. Они показывают Роберта Сидни как защитника неоплатонической философии, любителя и знатока большого разнообразия стихотворных форм. Тот факт, что некоторые из стихов основаны на известных тогда мелодиях, подтверждает его интерес к музыке.